# IC 4287/2
IC 4287/2 је галаксија у сазвијежђу Береникина коса која се налази на листи објеката дубоког неба у Индекс каталогу.
Деклинација објекта је + 25° 26' 25" а ректасцензија 13h 32m 39,6s. Привидна величина (магнитуда) објекта IC 4287 износи 15,5 а фотографска магнитуда 16,5. IC 42872 је још познат и под ознакама CGCG 131-10.